# Aurore Verhoeven
Pour les articles homonymes, voir Verhoeven.
Aurore Verhoeven, née le 15 janvier 1990 à Neuilly-sur-Seine, est une coureuse cycliste française.

## Biographie
Elle commence le cyclisme à l'âge de treize ans, suivant l'exemple de son père.
En 2008, elle est deuxième du championnat de France sur route juniors à Cusset derrière Aude Biannic.
En 2011, elle court peu avec l'équipe Gauss, elle décide donc de revenir en France l'année suivante. En 2013, elle intègre l'équipe Lensworld-Zannata. Elle réside alors à Archingeay. En 2014, elle gagne la Mérignacaise au sprint.

## Palmarès sur route
- 2008
  - La Mérignacaise
  - 2e du championnat de France sur route juniors
  - 4e aux championnats d’Europe sur route juniors
  - 6e aux championnats du monde sur route juniors
- 2010
  - 7e du Tour de l'île de Chongming (Cdm)
- 2011
  - 3e du Chrono de Touraine-Tauxigny
- 2012
  - St Jean d'Angely
  - Chrono de Touraine-Tauxigny
- 2013
  - 2e du Chrono de Touraine-Tauxigny
- 2014
  - La Mérignacaise
  - Chrono de Touraine-Tauxigny

### Classements mondiaux
| Année                                 | 2010 | 2011 | 2012 | 2013 | 2014 | 2015 | 2016 | 2017 | 2018 | 2019 |
| ------------------------------------- | ---- | ---- | ---- | ---- | ---- | ---- | ---- | ---- | ---- | ---- |
| Classement UCI                        | 103e | 329e | nc   | 163e | 303e | 177e | nc   | 213e | nc   | 313e |
|                                       |      |      |      |      |      |      |      |      |      |      |
| Légende : nc = non classéSource : UCI |      |      |      |      |      |      |      |      |      |      |

## Palmarès en cyclo-cross
- 2007-2008
  - Ruddervoorde